# London, Ontario
London är en stad i sydvästra Ontario i Kanada. Staden har 366 151 invånare (2011), och 474 786 invånare i storstadsområdet (2011). 
Thames River flyter genom staden. Floden bär samma namn som den flod som rinner genom Storbritanniens huvudstad.

## Kända personer från London
- Justin Bieber, sångare
- John Campbell, travkusk
- Jessie Fleming, fotbollsspelare
- Ryan Gosling, skådespelare
- John Kapelos, skådespelare
- Eric Lindros, ishockeyspelare
- Rachel McAdams, skådespelare
- Alysha Newman, stavhoppare
- Shelina Zadorsky, fotbollsspelare

### Fotnoter
1. ↑  ”Census Profile” (på engelska). Statistics Canada. 13 mars 2011. http://www12.statcan.gc.ca/census-recensement/2011/dp-pd/prof/details/page.cfm?Lang=E&Geo1=CSD&Code1=3539036&Geo2=CD&Code2=3539&Data=Count&SearchText=london&SearchType=Begins&SearchPR=01&B1=All&Custom=&TABID=1. Läst 23 december 2015.